# Volks-Aktion gegen zu viele Ausländer und Asylanten in unserer Heimat
Die Volks-Aktion gegen zu viele Ausländer und Asylanten in unserer Heimat (VA) ist eine rechtspopulistische bzw. rechtsextreme Kleinpartei im Schweizer Kanton Basel-Stadt. Sie wird von Eric Weber geführt und besteht fast nur aus ihm. Sie ist seit 2020 mit einem Sitz im Kantonsparlament vertreten, nachdem sie bereits von 1988 bis 1992 einen und von 2012 bis 2016 zwei von 100 Sitzen innegehabt hatte.

## Programm
Laut der Neuen Zürcher Zeitung ist der Name der Partei ihr einziges Programm. Im Wahlkampf forderten die Kandidaten der Volks-Aktion «geschlossene Internierungslager für Asylanten» und die «Todesstrafe für Drogendealer».

## Teilnahme an Wahlen
Bei den Schweizer Parlamentswahlen 1983 kandidierte im Nationalratswahlkreis Basel-Stadt erstmals eine Liste mit dem Namen «Volks-Aktion gegen zu viele Ausländer in unserer Heimat». Einziger Kandidat war Rudolf Weber, der Vater von Eric Weber. Eric Weber selbst kandidierte damals noch auf der Liste der Nationalen Aktion, für die er 1984 auch in den Grossen Rat gewählt wurde. Bei den Nationalratswahlen 1987 fanden sich dann Vater und Sohn (sowie eine Drittperson) gemeinsam auf der VA-Liste.
Bei den Grossratswahlen 1988 wurde Eric Weber auf der VA-Liste (wieder) gewählt, verlor seinen Sitz jedoch 1992. Nachdem Eric Weber 1994 wegen Manipulationen bei den Grossratswahlen von 1988 für fünf Jahre amtsunfähig erklärt worden war, gab es während einiger Jahre keine VA-Listen mehr. Seit den Schweizer Parlamentswahlen 2003 treten solche hingegen wieder regelmässig zu Wahlen im Kanton Basel-Stadt an.
Bei den kantonalen Wahlen vom 28. Oktober 2012 gab es nur im Wahlkreis Kleinbasel eine Liste der Volks-Aktion. Sie erreichte dort 5,46 % der Stimmen und zwei Parlamentssitze für Eric Weber und Martin Gschwind. Während des Wahlkampfs wurde Eric Weber wegen Verdachts auf Wahlfälschung zweimal festgenommen. Bereits kurz nach Beginn der Legislaturperiode im Februar 2013 trat Gschwind aus der Volks-Aktion aus, so dass die VA nur noch einen Sitz im Grossen Rat hatte.
Im Oktober 2016 wurden Weber und Gschwind nicht erneut in den Grossen Rat gewählt, die Volks-Aktion war somit ab 2017 nicht mehr in politischen Behörden vertreten. Weber gab an, daran seien die Stimmenzähler schuld, die seine Wahlzettel hätten verschwinden lassen.
Bei den Grossratswahlen am 25. Oktober 2020 gewann die Volks-Aktion im Wahlkreis Kleinbasel 2,04 % der Stimmen, was infolge der Abschaffung der Sperrklausel für einen Sitzgewinn reichte. Eric Weber zog somit wieder in den Grossen Rat ein.

## Wahlergebnisse
Die folgende Tabelle gibt eine Übersicht über die Wahlergebnisse der Volks-Aktion bei nationalen und kantonalen Wahlen:
| Nationalrat | Nationalrat      | Nationalrat      | Nationalrat      | Nationalrat      |
| Jahr        | Stimmen          | % (CH)           | % (BS)           | Gewählte         |
| ----------- | ---------------- | ---------------- | ---------------- | ---------------- |
| 1983        | 353              | 0,02 %           | 0,83 %           | —                |
| 1987        | 2'012            | 0,10 %           | 3,46 %           | —                |
| 1991        | 1'710            | 0,08 %           | 2,91 %           | —                |
| 1995        | nicht angetreten | nicht angetreten | nicht angetreten | nicht angetreten |
| 1999        | nicht angetreten | nicht angetreten | nicht angetreten | nicht angetreten |
| 2003        | 885              | 0,04 %           | 1,56 %           | —                |
| 2007        | 852              | 0,04 %           | 1,46 %           | —                |
| 2011        | 810              | 0,03 %           | 1,46 %           | —                |
| 2015        | 698              | 0,03 %           | 1,22 %           | —                |
| 2019        | 437              | 0,02 %           | 0,80 %           | —                |
| 2023        | 423              | 0,02 %           | 0,75 %           | —                |

| Grosser Rat | Grosser Rat      | Grosser Rat                | Grosser Rat |
| Jahr        | Stimmen (%)      | Gewählte                   |             |
| ----------- | ---------------- | -------------------------- | ----------- |
| 1984        | 0,50 %           | —                          |             |
| 1988        | 1,80 %           | Eric Weber                 |             |
| 1992        | 0,46 %           | —                          |             |
| 1996        | nicht angetreten | nicht angetreten           |             |
| 2000        | nicht angetreten | nicht angetreten           |             |
| 2004        | 2,86 % a         | —                          |             |
| 2008        | nicht angetreten | nicht angetreten           |             |
| 2012        | 1,15 %           | Eric Weber Martin Gschwind |             |
| 2016        | 1,04 %           | —                          |             |
| 2020        | 0,45 %           | Eric Weber                 |             |
| 2024        | 0,53 %           | Eric Weber                 |             |